# Varcia javanica
Varcia javanica är en insektsart som beskrevs av Heinrich Hugo Karny 1926. Varcia javanica ingår i släktet Varcia och familjen Nogodinidae. Inga underarter finns listade i Catalogue of Life.